# Us (album de Peter Gabriel)
Pour les articles homonymes, voir US.
Albums de Peter Gabriel
Shaking the Tree
(1990) Secret World Live
(1994)
Us est le sixième album studio (le neuvième en tout en incluant les albums live) de Peter Gabriel, sorti pour la première fois en 1992. Il a été remasterisé, comme la plupart du catalogue du musicien, en 2002. Les singles de l'album sont Digging in the Dirt, Steam, Blood of Eden (aussi dans le film de Wim Wenders, Until the End of the World, sorti en 1991), et Kiss That Frog.

## Liste des chansons
Toutes les chansons ont été écrites par Peter Gabriel.
1. Come Talk to Me – 7:04
2. Love to Be Loved – 5:16
3. Blood of Eden – 6:35
4. Steam – 6:02
5. Only Us – 6:30
6. Washing of the Water – 3:50
7. Digging in the Dirt – 5:16
8. Fourteen Black Paintings – 4:36
9. Kiss That Frog – 5:27
10. Secret World – 7:01

## Musiciens
- Peter Gabriel : Chant, triangle, synthétiseur (basse), claviers, percussions, valiha, arrangements des cuivres, harmonica, flûte mexicaine
- David Rhodes : Guitare, guitare 12 cordes, guitare solo
- Tony Levin : Basse, Chapman stick
- Manu Katché : Batterie, batterie électronique, percussions
- The Babacar Faye Drummers : Percussions
- Doudou N'diaye Rose : Boucles de batterie
- David Bottrill : Programmation

### Musiciens supplémentaires
- Daniel Lanois : Maracas, chœurs, charleston, arrangements des cuivres, dobro
- Bill Dillon : Guitare
- Gus Isidore : Guitare
- Leo Nocentelli : Guitare
- Richard Evans : Mandoline, mixing
- John Paul Jones : Surdu, basse, claviers sur "Fourteen Black Paintings"
- Brian Eno : Claviers
- Richard Blair : Claviers additionnels, programmation
- Lakshminarayanan Shankar : Violon
- Caroline Lavelle : Violoncelle, arrangements des cordes
- Will Malone : Arrangements des cordes
- Johnny Dollar : Arrangements des cordes
- Chris Ormston : Cornemuse
- Malcolm Burn : Arrangements des cuivres, synthétiseur supplémentaire (Violoncelle)
- Mark Howard : Cuivres
- Levon Minassian : Doudouk (hautbois d'origine arménienne)
- Tim Green : Saxophone ténor
- Reggie Houston : Saxophone baryton
- Renard Poché : Trombone
- Kudsi Erguner : Flûte turque Ney
- Sinéad O'Connor : Chant sur "Come Talk To Me" et "Blood Of Eden"
- Peter Hammill : Chœurs sur "Digging In The Dirt"
- Richard Macphail : Chœurs sur "Digging In The Dirt"
- Marilyn McFarlane : Chœurs sur "Kiss That Frog"
- Ayub Ogada : Chœurs
- Dmitri Pokrovsky Ensemble : Chœurs
- Manny Elias : Maracas sénégalais
- Adzido Pan African Dance Ensemble : Boucles additionnelles de percussions
- Hassam Ramzy : Tablâ - Surdu
- Daryl Johnson : Percussions
- Babacar Faye : Djembé
- Assane Thiam : Percussions
- William Orbit : Programmation
- Richard Chappell : Mixage

## Réception
Album
| Année | Charts          | Position |
| ----- | --------------- | -------- |
| 1992  | Grande-Bretagne | 2        |
| 1992  | USA             | 2        |

Singles
| Année | Chanson             | Charts américains       | Position |
| ----- | ------------------- | ----------------------- | -------- |
| 1992  | Digging in the Dirt | Rock conventionnel      | 1        |
| 1992  | Digging in the Dirt | Rock moderne            | 1        |
| 1992  | Digging in the Dirt | Tous genres confondus   | 52       |
| 1992  | Digging in the Dirt | Musique conventionnelle | 37       |
| 1992  | Steam               | Rock conventionnel      | 2        |
| 1992  | Steam               | Rock moderne            | 1        |
| 1992  | Steam               | Tous genres confondus   | 32       |
| 1992  | Steam               | Musique conventionnelle | 13       |
| 1993  | Kiss That Frog      | Rock conventionnel      | 18       |
| 1993  | Kiss That Frog      | Rock moderne            | 18       |
| 1993  | Secret World        | Rock conventionnel      | 34       |

## Certifications
| Organisation  | Ventes    | Date             |
| ------------- | --------- | ---------------- |
| BPI – UK      | 500 000   | 1er octobre 1992 |
| RIAA – USA    | 500 000   | 2 décembre 1992  |
| RIAA – USA    | 1 000 000 | 14 décembre 1992 |
| CRIA – Canada | 500 000   | 8 février 1993   |
| CRIA – Canada | 1 000 000 | 8 février 1993   |
| CRIA – Canada | 2 000 000 | 8 février 1993   |
| BPI – UK      | 1 000 000 | 1er juin 1993    |